# Deutsche Cadre-71/2-Meisterschaft 1965/66

Veranstaltungsort: Hamburg

Die Deutsche Cadre-71/2-Meisterschaft 1965/66 ist eine Billard-Turnierserie und fand vom 4. bis zum 6. Februar 1966 in Hamburg zum 19. Mal statt.

## Geschichte
Die beiden dominierenden Akteure dieser Meisterschaft, Siegfried Spielmann und Ernst Rudolph, trafen im letzten Match aufeinander. Hier zeigte der Düsseldorfer Spielmann seine Überlegenheit und gewann deutlich mit 300:79 in sieben Aufnahmen und gewann damit insgesamt seinen 13. Deutschen Meistertitel. Platz drei ging an Ex-Meister Joachim Eiter aus Münster. Seinen Aufwärtstrend bestätigte der Berliner Dieter Müller mit dem vierten Platz.

## Modus
Es wurde im Round-Robin-Modus bis 300 Punkte gespielt.
Die Endplatzierung ergab sich aus folgenden Kriterien:
1. Matchpunkte
2. Generaldurchschnitt (GD)
3. Bester Einzeldurchschnitt (BED)
4. Höchstserie (HS)

## Teilnehmer (alphabetisch)
1. Siegfried Spielmann (Düsseldorfer Billardfreunde 1954) (Titelverteidiger)
2. Josef Bolz (Billardsportclub 1934 Köln-Nippes)
3. Joachim Eiter (Billardgesellschaft Münster 1914)
4. Ewald Kajan (Homberger Billard-Club 1957)
5. Dieter Müller (Berliner Billardfreunde 1921)
6. Ernst Rudolph (Kölner Billard-Club 1908)

### Abschlusstabelle
| Klassement                 | Klassement          | Klassement | Klassement | Klassement | Klassement | Klassement | Klassement | Klassement |
| Platz                      | Name                | MP         | Pkte.      | Aufn.      | GD         | BED        | HS         |            |
| -------------------------- | ------------------- | ---------- | ---------- | ---------- | ---------- | ---------- | ---------- | ---------- |
| 1                          | Siegfried Spielmann | 10:0       | 1500       | 71         | 21,12      | 42,85      | 148        |            |
| 2                          | Ernst Rudolph       | 8:2        | 1279       | 92         | 13,90      | 27,27      | 70         |            |
| 3                          | Joachim Eiter       | 4:6        | 1085       | 91         | 11,92      | 15,78      | 74         |            |
| 4                          | Dieter Müller       | 4:6        | 1144       | 107        | 10,69      | 15,78      | 75         |            |
| 5                          | Josef Bolz          | 2:8        | 1033       | 110        | 9,39       | 11,53      | 73         |            |
| 6                          | Ewald Kajan         | 2:8        | 976        | 121        | 8,06       | 13,63      | 75         |            |
| Turnierdurchschnitt: 11,85 |                     |            |            |            |            |            |            |            |